# Хуанес
Хуа́нес (Juanes, повне ім'я Хуан Естебан Арістісабаль Васкес / ісп. Juan Esteban Aristizábal Vásquez, 9 серпня 1972, Кароліна дель Принсіпе (Carolina del Príncipe), Антіокія, Колумбія) — відомий колумбійський співак і гітарист, автор пісень.

## Біографія

### Дитинство
Хуан Естебан Арістісабаль Васкес (справжнє ім'я співака, сценічний псевдонім Хуанес утворено від двох перших імен Хуан + Естебан — так його називали у дитинстві) народився 9 серпня 1972 року в маленькому колумбійському містечку Кароліна дель Принсіпе (Carolina del Príncipe), розташованому на відстані 3-годинної поїздки від великого міста Медельїн в забезпеченій родині ранчеро і домогосподарки. Хуан-Естебан — молодша шоста дитина в сім'ї.
Вже змалку Хуан-Естебан вирішив присвятити себе музиці, в 5 років уже вмів грати на гітарі, а в 14 років захопився хард-роком.

### Х.-Е. Васкес у «Ekhymosis» (1988—1998)
У 1988 році Х.-Е. Васкес (Хуанес) у Медельїні створив хард-роковий гурт «Ekhymosis», в якому був і солістом, і гітаристом. Перший виступ новоствореного гурту відбувся у березні цього ж (1988) року. Через декілька років зусиль і пошуків було зроблено перші студійні записи групи, а 1993 року музи́к з молодого гурту помітив представник місцевої колумбійської компанії «Codiscos» і уклав з ними угоду на випуск першого офіційного альбому «Niño Gigante» («Велетенська дитина»), який відразу ж став доволі успішним.
Уже в наступному, 1994 році, «Ekhymosis» стала відомою групою в своїй країні, а 1995 р. випустили свій третій за ліком альбом Amor Bilingüe («Двомовне кохання»).
У 1996 році команда знаходилась на грані розпаду, але музикам ще вдалося записати у 1997 році (в Лос-Анжелесі) суперуспішну платівку «Ekhymosis», яка набула великої популярності, крім рідної Колумбії, в США та Мексиці, зокрема і завдяки треку з альбому La Tierra («Земля»), що і сьогодні відома як «другий гімн Колумбії» і постійно звучить на радіо-станціях країни.
Однак 1998 р. група розпалася. Останній концерт «Ekhymosis», що проіснувала 11 років і випустила 7 альбомів, відіграла 31 січня 1999 року.

### Сольна кар'єра
У 1998 році Хуанес їде до Лос-Анжелесу, де завдяки підтримці і співпраці з Густаво Сантаолайя (Gustavo Santaolalla) вже в 2000 році випускає свій перший сольний диск Fíjate Bien («Закарбуй це собі краще»), записаний і спродюсований на студії власне Г.Сантаолайя «La Casa». Платівка відразу ж мала величезний успіх і була відмічена трьома латиноамериканськими нагородами «Греммі» (з 7 номінацій, 2001).

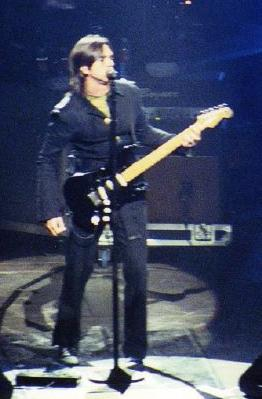
Хуанес під час концерту на підтримку Mi Sangre в Далласі, США, 2006

У травні 2002 року виходить 2-й альбом Хуанеса (також к співпраці з продюсером Г. Сантаолайєю) — Un Día Normal («Звичайний собі день»), який хоча і був побудований на котрасті з 1-ю платівкою, мав навіть більший успіх, ніж попередній диск. Найвідоміший сингл альбому — A Dios Le Pido («Боже, прошу тебе»), що очолював колумбійський національний чартр протягом 15 тижнів поспіль. Цього разу, 3 вересня 2003 року альбом було «оцінено» у 5 статуеток Grammy Latino. Після нього послідувало величезне світове турне, по закінченні якого навесні 2004 року співак розпочав роботу над новою платівкою.
Цей третій альбом, Mi Sangre («Моя кров»), випущений у вересні 2004 року, став найуспішнішим у кар'єрі Хуанеса, відразу стартувавши на 1-й позиції Billboard Top Latin Albums.. Найпопулярніший трек альбому — також третій за ліком La Camisa Negra («Чорна сорочка») став абсолютним хітом у світі. На церемонії Latin Grammy Awards 2005 року Хуанеса було нагороджено ще трьома нагородами.
У 2006 році Хуанес здійснює світове турне на підримку Mi Sangre і одночасно починає записувати наступний студійний альбом La Vida… Es un Ratico («Життя… Це тільки мить»), реліз якого було здійснено в травні 2007 року.
У різний час Хуанес співпрацював з низкою відомих виконавців світу — дуже популярними стали дуетні пісні співака з Неллі Фуртадо, «Black Eyed Peas» тощо.
10 вересня 2008 року Хуанес виступив у Палаці спорту в Києві (Україна) з сольним концертом.

## Особисте життя
Хуанес тривалий час зустрічався і був одружений з колумбійською моделлю і актрисою Карен Мартінес (Karen Martinez), з якою має двох дочок — Луна (Luna «Місяць») і Палома (Paloma, «Голубка»). Однак на початок 2008 року через скандал і звинувачення у подружній зраді, в тому числі і під тиском ЗМІ, Хуанес змушений був перепрошувати дружину, внаслідок чого шлюб не розпався, а триває і дотепер. 12 вересня 2009 року у подружжя народився син Данте.

## Громадська діяльність
Хуанес відомий також своєю благочинною діяльністю і активною громадянською позицією — він бореться за заборону противопіхотних мін. У рамках такої діяльності 19 квітня 2006 року співак виступив у Європейському парламенті.
У цьому ж, 2006 році, Хуанес виконав свою «Чорну сорочку» на закритті Чемпіонаті світу з футболу у Берліні (Німеччина).
11 грудня 2007 року Хуанес виступив у концерті-«солянці» з нагоди нагородження лауреатів Нобелівської премії в Осло (Норвегія), що транслювався вживу на понад 100 країн.

## Дискографія (+семпли найвідоміших синглів)
- 2000 — Fíjate Bien («Закарбуй це собі краще»)
- 2002 — Un Día Normal («Звичайний собі день»)
- 2004 — Mi Sangre («Моя кров»)
- 2007 — La Vida… Es un Ratico («Життя… Це тільки мить»)
- 2010 — P.A.R.C.E.
- 2012 — Хуанес MTV Unplugged

## Цікаві факти
- Назва музичного гурту, роботі в якому Хуанес віддав 11 років свого життя (1988-98), «Ekhymosis» є лише трохи перекрученим медичним терміном екхімоз (Ecchymosis), вид ушибу, і за переказами, була підглянута у медицинському довіднику.
- Пісня Хуанеса La Camisa Negra («Чорна сорочка») з альбому Mi Sangre («Моя кров», 2004) породила у світі цілу хвилю тлумачень, різночитань і відвертих спекуляцій — так у Італії пісню використали для розпалювання неофашистських настроїв у суспільстві, апелюючи до чорної сорочки як уніформи у добу режиму Беніто Муссоліні, відтак «ліві» радіостанції просто бойкотували сингл[5] (Хуанесу згодом навіть довелося пояснити, що інтерпретація музичного твору не залежить від первинного задуму[6]), а в Домініканській республіці місцеві блюстителі моралі взагалі вгледіли у тексті пісень сексуальне підґрунтя, і за цей контекст заборонили сингл[7].

## Виноски
1. 1 2 3  Хуанес на «Звьозди.ру». Архів оригіналу за 2 червня 2008. Процитовано 22 липня 2008. [Архівовано 2008-06-02 у Wayback Machine.]
2. ↑  «Juanes to visit the states in early 2006» // Zahlaway J., LiveDaily, 1 листопада 2005. Архів оригіналу за 30 вересня 2007. Процитовано 22 липня 2008.
3. ↑  Володар 12 Гремі найпопулярніший співак латино Хуанес у Києві + біографія (до 2005). Архів оригіналу за 22 липня 2008. Процитовано 22 липня 2008. [Архівовано 2008-07-22 у Wayback Machine.]
4. ↑  Інформація про концерт Нобелівського комітету 2007 року. Архів оригіналу за 7 грудня 2007. Процитовано 22 липня 2008.
5. ↑  Daniel Martínez Juanes en medio de polémica italiana // BBC Mundo. Архів оригіналу за 5 листопада 2008. Процитовано 23 липня 2008. Daniel Martínez Juanes en medio de polémica italiana // BBC Mundo (ісп.)
6. ↑  From Colombia, Encouraging Sounds. Rock Is Troubled Nation's Booming Export. By Scott Wilson // Washington Post Foreign Service, Tuesday, October 14, 2003; Page C01(англ.)
7. ↑  Rubio, Juanes Earn Billboard Latin Awards 04/28/2005 10:11 PM, AP, by Adrian Sainz. Архів оригіналу за 10 червня 2007. Процитовано 23 липня 2008. Rubio, Juanes Earn Billboard Latin Awards 04/28/2005 10:11 PM, AP, by Adrian Sainz (англ.)